# Коэффициент шума
Коэффициент шума — отношение мощности шумов на входе устройства при включенном на его входе активном сопротивлении, равном номинальному входному сопротивлению устройства, к мощности шумов на выходе, обусловленной тепловыми шумами только этого сопротивления
Коэффициент шума и шумовую температуру вводят для количественного описания шумовых свойств линейных трактов радиоприемных устройств, усилительных устройств, а также антенн и антенных решеток. Коэффициент шума показывает, во сколько раз уменьшается отношение сигнал/шум при прохождении смеси сигнала и шума через радиотракт. Различают дифференциальный коэффициент шума (мощность шумов подсчитывают в бесконечно узкой полосе частот, охватывающей данную частоту, что позволяет установить частотную зависимость шумовых свойств устройства) и интегральный коэффициент шума (учитывают мощность шумов в полосе пропускания системы «источник сигнала — устройство»).

## Определение
Коэффициент шума (NF) измеряется в децибелах (дБ) и определяется по формуле
{\displaystyle NF=10\log _{10}{\frac {S_{i}/N_{i}}{S_{o}/N_{o}}},}
где {\displaystyle S_{i}/N_{i}} — отношение сигнал/шум на входе радиотракта, а {\displaystyle S_{o}/N_{o}} — отношение сигнал/шум на его выходе
Часто также можно встретить эту же величину, но выраженную в безразмерных единицах. Такую величину называют «фактор шума» (F), и численно она связана с коэффициентом шума следующим выражением:
{\displaystyle F=10^{\frac {NF}{10}}={\frac {S_{i}/N_{i}}{S_{o}/N_{o}}}}

## Коэффициент шума каскадного соединения
При каскадном соединении элементов, фактор шума системы вычисляется по следующей формуле:
{\displaystyle F=F_{1}+{\frac {F_{2}-1}{G_{1}}}+{\frac {F_{3}-1}{G_{1}G_{2}}}+{\frac {F_{4}-1}{G_{1}G_{2}G_{3}}}+\cdots +{\frac {F_{n}-1}{G_{1}G_{2}G_{3}\cdots G_{n-1}}},}
где Fn фактор шума n-ого элемента, а Gn коэффициент усиления n-ого элемента, выраженный в относительных единицах.